# Даніель Бастон
Даніель Еуджен Бастон (рум. Daniel Eugen Baston; нар. 7 липня 1973, Роман, Румунія) — румунський футболіст, нападник.

## Життєпис
Футбольну кар'єру розпочав 1992 року в клубі «Оцелул», кольори якого захищав до 1994 року. Потім виступав в клубах «Дунаря» та «Оцелул». По ходу сезону 1995 року виїхав на Кіпр, де підписав контракт з «Евагорасом» (Пафос). Проте вже наступного року повернувся на батьківщину, де підписав контракт з бухарестським «Динамо». Потім захищав кольори румунських клубів «Політехніка» (Ясси) та «Чахлеул». У 1998 році 25-річний Даніель виїхав до Іспанії, де в серпні того ж року підписав 2-річний контракт з представником Сегунда Дивізіону ФК «Компостела». У 1999 році повернувся до Румунії, де протягом двох сезонів виступав в «Астрі».
У 2000 році виїхав до України, де підсилив «Металург». Дебютував у футболці запорізького колективу 12 липня 2000 року в програному (1:3) виїзному поєдинку 1-о туру Вищої ліги проти маріупольського «Металурга». Бастон вийшов на поле на 40-й хвилині, замінивши Андрія Демченка. Дебютним голом у складі «козаків» відзначився 11 листопада 2000 року на 56-й хвилині програного (2:3) домашнього поєдинку 11-о туру Вищої ліги проти донецького «Шахтаря». Даніель вийшов на поле в стартовому складі та відіграв увесь матч. З вересня по листопада 2000 року зіграв 7 матчів (6 голів) за другу команду «Металурга» у другій лізі. За першу ж команду запорожців відіграв два з половиною сезони, у вищій лізі провів 27 матчів та відзначився 5-а голами, 1 матч (1 гол) провів у кубку України та 2 поєдинки у єврокубках. З 2003 по 2005 рік захищав кольори румунських клубів «Глорія» (Бузеу) та «Клуж». По завершенні сеону 2005 року завершив футбольну кар'єру. У 2009 році виїхав до Канади, виступав протягом двох років у клубі «Сербіан Вайт Іглс» з Канадської футбольної ліги. По завершенні сезону 2010 року закінчив футбольну кар'єру.
У 2000 році викликався до олімпійської збірної Румунії.